# 1723 год в науке
В 1723 году произошли различные научные и технологические события, некоторые из которых представлены ниже.

## События
- Знаменитый философ Христиан Вольф изгнан из Галле в 24 часа под угрозой повешения.
- Немецкий математик и астроном Христиан Людвиг Герстен на основе работ Лейбница создал арифметическую машину. Машина высчитывала частное и число последовательных операций сложения при умножении чисел.
- Петром Первым отправлена экспедиция адмирала Даниэля Вильстера на Мадагаскар и к индийскому Моголу.
- Французский физик Шарль Франсуа Дюфе принят в члены Парижской академии наук.

## Родились
- 19 января — Дай Чжэнь, китайский мыслитель.
- 17 февраля — Тобиас Иоганн Майер, немецкий астроном.
- 5 июня (дата крещения) — Адам Смит, шотландский экономист, философ-этик; один из основоположников современной экономической теории.
- 8 ноября — Джон Байрон, английский мореплаватель, коммодор.
- Поль Анри Гольбах, французский философ.

## Скончались
- 26 августа — Антони ван Левенгук, голландский натуралист.